# Réti-Eröffnung
Bei der Réti-Eröffnung handelt es sich um eine Eröffnung des Schachspiels, benannt nach ihrem Erfinder Richard Réti. Sie sorgte um 1920 in der Schachwelt für Furore, da sie – damals sehr unkonventionell – nicht die sofortige Besetzung des Zentrums (die strategisch wichtigsten Felder d4, d5, e4, e5) durch Bauern zum Ziel hat.
Richard Réti begann in den 1920er Jahren zahlreiche seiner Partien mit dem alten Zukertort-Zug 1. Sg1–f3, worauf zumeist mit 1. … d7–d5 entgegnet wurde, um einen Bauern in das Zentrum zu stellen, was gemäß der klassischen Eröffnungstheorie (propagiert vor allem von Schachmeistern wie Siegbert Tarrasch) bereits einem Vorteil gleichkommen sollte. Nun führte Réti aber – anstatt des üblichen Zukertort-Zugs 2. d2–d4, der zum Damenbauernspiel führt – den aus Sicht der klassischen Theorie extravaganten Zug 2. c2–c4 ein, ein temporäres Bauernopfer, das die Entwicklung des Schwarzen behindern und seine Zentrumsstellung schwächen sollte. Schwarz hat ähnlich wie im Damengambit und in der Katalanischen Eröffnung die Erschließung der c-Linie und eine Zentrumsmehrheit als Ziel, allerdings ohne die Bauernstruktur festzulegen. Des Weiteren fianchettierte Réti beide weißen Läufer. Die Zugfolge 1. Sg1–f3 d7–d5 2. c2–c4 wird oft als Réti-System bezeichnet, weil Zugumstellungen vorkommen.
Vor Réti wurde die Eröffnung nicht besonders ernst genommen. Aus dieser Zeit stammen auch die Namen „Napoleon-Eröffnung“ und „Zukertort-Eröffnung“. Bis Mitte des 20. Jahrhunderts war diese Eröffnung noch kaum erforscht. Réti feierte mit ihr viele Erfolge und verfeinerte seine Strategie immer weiter. In einer berühmten Partie besiegte er mit seiner „Erfindung“ beim großen internationalen Turnier von New York 1924 sogar José Raúl Capablanca, den genialen Weltmeister, der vor dieser Niederlage acht Jahre ungeschlagen war.
Heutzutage gilt die Eröffnung als eine gut erforschte und spielbare Variante, wenn auch die klassischen Züge 1. e2–e4 und 1. d2–d4 nach wie vor mehr Anhänger haben. In der Schachweltmeisterschaft 2013 nutzte sie Magnus Carlsen gegen Viswanathan Anand. 
Auch Ju Wenjun spielt die Eröffnung häufig, etwa mehrfach bei der Schachweltmeisterschaft der Frauen 2020, wo sie erfolgreich ihren Weltmeistertitel verteidigte.

## Varianten
Die übliche Spielweise von Réti lautet 1. Sg1–f3 d7–d5 2. c2–c4, und nun bleibt dem Schwarzen die Möglichkeit, das (Schein-)Opfer anzunehmen,
- (Weiß kann nach 2. … d5xc4 mittels 3. Dd1–a4+ den Bauern unverzüglich zurückgewinnen, spielt aber auch den feineren Zug 3. Sb1–a3, um die Dame nicht so früh ins Spiel zu bringen. 3. e2–e3 kann nach geplantem Lf1xc4 und weiterem d2–d4 zum Angenommenen Damengambit führen.)

oder mit 2. … e7–e6 abzuwarten, um sein Zentrum und seine Entwicklung nicht zu schwächen. Im zweiten Fall wird sich die Stellung durch 3. g2–g3 den Konturen der Katalanischen Eröffnung annähern, da durch die Bauernkonstellation die Strategie beider Seiten vorgegeben ist.
In manchen Fällen kann sich auch eine Stellung aus der Tarrasch-Verteidigung des Damengambits ergeben, ansonsten sind die Möglichkeiten zahllos. 3. b2–b3 ist die typische Fortsetzung für die Réti-Eröffnung, in der Weiß seine Zentrumsbauern zurückhält und nur d2–d3 und e2–e3 zieht in Verbindung mit g2–g3, Lf1–g2, 0–0.
- Spielt man als Schwarzer jedoch 2. … d5–d4, ergeben sich andere Stellungsbilder. Schwarz wird mit 3. … c7–c5 versuchen, sich Raumvorteil im Zentrum zu sichern (es entsteht eine Art Benoni-Verteidigung mit vertauschten Farben), und es entbrennt, da Weiß dem eine aktive Verhinderungsstrategie entgegenzusetzen hat, ein langer positioneller Kampf ums Zentrum.

- 2. … c7–c6 droht d5xc4. 3. d2–d4 führt zur Slawischen Verteidigung. 3. b2–b3 ist die typische Fortsetzung für die Réti-Eröffnung.

Zwei der größten zeitgenössischen Kenner der Réti-Eröffnung in Deutschland sind die Meisterspieler Karl-Heinz Podzielny und Klaus Bischoff.
Nach der Zugfolge 1. Sg1–f3 d7–d5 2. g2–g3 erfolgt durch Verzicht auf c2–c4 die Überleitung zum Königsindischen Angriff.